# Mary Jeanne van Appledorn
Mary Jeanne van Appledorn (Holland (Míchigan) 2 de octubre de 1927 – Lubbock, Texas, 12 de diciembre de 2014) fue una compositora de música clásica contemporánea y pianista.

## Educación y carrera
Van Appledorn asistió a la Eastman School of Music en Rochester, Nueva York, donde estudió piano y teoría con Bernard Rogers y Alan Hovhaness. Recibió su Licenciatura en Música en 1948, su Maestría en Música en 1950 y su Ph.D. en teoría musical de Eastman en 1966. También completó estudios posdoctorales en sonido sintetizado por computadora en el MIT en 1982. Fue miembro de la facultad de música de Texas Tech University desde 1950 hasta 2008. Fue profesora de música Paul Whitfield Horn de 1989 a 2000.
Compuso numerosas obras para diversas combinaciones instrumentales y también compuso música de computadora. Tenía un trabajo encargado por la Music Teachers National Association y la National Intercollegiate Band s.
Su apellido es holandés (de la ciudad de Apeldoorn, aunque en ortografía americanizada); sus bisabuelos emigraron a los Estados Unidos desde los Países Bajos. Visitó Apeldoorn en 1982.

## Estilo musical
Sus obras son generalmente tonales, aunque también utilizó la técnica de doce tonos y con frecuencia utilizó técnicas de piano de cuerda en su música de piano. Su música ha sido grabada por los sellos Opus One y Golden Crest, y sus partituras son publicadas por numerosas editoriales.

## Premios y honores
- Premier Prix[3]
- Dijon[1]
- Texas Composors Guild
- ASCAP Standard Panel Awards[2]

## Trabajos[4]

### Orquesta
- Concerto brevis, pf  (orch) (1954)
- A Choreographic Ov. (band) (1957)
- Conc. (trumpet) (1960)
- Passacaglia and Chorale (1973)
- Lux 'Legend of Sankta Lucia' (band, hp, perc, handbells) (1981)
- Terrestrial Music (vn, pf, str) (1992)
- Cycles of Moon and Tides (band) (1995)
- Rhapsody (vn, orch) (1996)
- Music of Enchantment (Amerindian fl, str, perc) (1997)

### Cámara y solo
- Cellano Rhapsody (vc) (1948)
- Burlesca (brass, perc, pf) (1951)
- Patterns (5 hn) (1956)
- Matrices (sax, pf) (1979)
- Cacophony (wind, perc, toys) (1980)
- Liquid Gold (sax, pf) (1982)
- 4 Duos (2 a sax) (1985)
- 4 Duos (va, vc) (1986)
- Sonic Mutation (hp) (1987)
- Cornucopia (tpt) (1988)
- Sonatina (cl, pf) (1988)
- Ayre (cl/sav ens, viol ens, str) (1989)
- Three for Two (2 rec/fl) (1989)
- Windsongs (brass qnt) (1991)
- Incantations (tpt, pf) (1992)
- Atmosphere (trbn ens) (1993)
- Postcards to John (gui) (1993)
- Rhapsody (tpt, hp) (1993)
- Reeds Afire (cl, bn) (1994)
- Sound the Tpt! (tpt, org) (1994)
- Trio Italiano (tpt, hn, b trbn) (1995)
- Passages (trbn, pf) (1996)
- A Native American Mosaic (Amerindian fl) (1997)
- Incantations (ob, pf) (1998)
- Passages II (trbn, perc) (1998)

### Piano
- Contrasts (pf) (1947)
- Set of Five (pf) (1953)
- Sonnet (org) (1959)
- 3 Pf Pieces (1972)
- 6 Pf Pieces (1972)
- Scenes from Pecos Country  (pf) (1972)
- Elegy for Pepe (pf) (1982)
- A Liszt Fantasie (pf) (1984)
- Freedom of Youth (spkr, synth) (1986)
- Set of Seven (dance score) (pf) (1988)
- Parquet musique (hpd) (1990)
- Variations on Jerusalem the Golden (org) (1996)

### Carrillón
- Suite (1976)
- A Celestial Clockwork (1983)
- Caprice (1988)
- Tower Music (1990)
- Skybells (1991)

### Vocal

#### Coral
- Tears (1952)
- 2 Shakespeare Songs (chorus, pf) (1953)
- Peter Quince at the Clavier (spkr, female vv, fl, ob, hn, pf) (1958)
- Darest Thou Nos, O Soul (female vv, org) (1975)
- West Texas Suite (chorus, band, perc) (1976)
- Rising Night After Night (spkr, S, T, Bar, 2 choruses, orch) (1978)
- Spirit Divine (chorus, org) (1986)
- Love Divine All Loves Excelling (SATB, org) (1988)
- Les hommes vidés (SATB) (1994)

#### Solo
- I Hear America Singing (W. Whitman) (1v, pf) (1952)
- Communiqué (1v, pf) (1960)
- Azaleas (Bar fl, pf) (1980)
- Missa brevis (1v, tpt, org) (1987)

## Publicaciones
- Keyboard, singing, and dictation manual (1968)[5]